# Condeau
Condeau era una comuna francesa situada en el departamento de Orne, de la región de Normandía, que el 1 de enero de 2016 pasó a ser una comuna delegada de la comuna nueva de Sablons-sur-Huisne al fusionarse con las comunas de Condé-sur-Huisne y Coulonges-les-Sablons.

## Demografía
| Gráfica de evolución demográfica de Condeau entre 1800 y 2013 |
|                                                               |

Los datos demográficos contemplados en este gráfico de la comuna de Condeau se han cogido de 1800 a 1999 de la página francesa EHESS/Cassini, y los demás datos de la página del INSEE.